# Mercedes-Benz W 147
La Mercedes-Benz W 147, appelée Type 400 V, était le prototype d'une luxueuse que Daimler-Benz AG a construit en 1938. Le directeur technique Hans Gustav Röhr, décédé en août 1937, l'avait conçu, mais n'a pas vécu pour voir les prototypes en cours de construction.
Elles avaient un moteur V8 à soupapes en tête avec une longue course entraînant une cylindrée de 4 003 cm³. Le moteur développait 105 ch (77 kW) à 3 500 tr/min. Le moteur entraînait les roues arrière, qui étaient suspendues à un essieu pendulaire à ressort hélicoïdal, via une boîte de vitesses à quatre vitesses avec un levier de vitesses monté au plancher. L'essieu avant avait également des ressorts hélicoïdaux doubles et était attaché à des triangles doubles. L'empattement était de 3 300 mm. 6 voitures d'essai ont été construites et la vitesse maximale du véhicule était de 130 km/h.
Des véhicules similaires, la Type 400 VM et la Type 400 VMS, ne différaient de la Type 400 V que par le train de roulement, le moteur et la transmission. Ces véhicules portaient les désignations de type W 160 et W 161.

## Production W 147
| Année | 1938 | total |
| ----- | ---- | ----- |
| W 147 | 6    | 6     |